# Панси-Курткон
Панси́-Куртко́н (фр. Pancy-Courtecon) — коммуна во Франции, находится в регионе Пикардия. Департамент коммуны — Эна. Входит в состав кантона Гиньикур. Округ коммуны — Лан.
Код INSEE коммуны — 02583.

## Население
Население коммуны на 2010 год составляло 43 человека.
| 1962 | 1968 | 1975 | 1982 | 1990 | 1999 | 2010 |
| ---- | ---- | ---- | ---- | ---- | ---- | ---- |
| 64   | 67   | 51   | 59   | 56   | 52   | 43   |

## Экономика
В 2010 году среди 33 человек трудоспособного возраста (15—64 лет) 30 были экономически активными, 3 — неактивными (показатель активности — 90,9 %, в 1999 году было 65,6 %). Из 30 активных жителей работали 25 человек (15 мужчин и 10 женщин), безработных было 5 (1 мужчина и 4 женщины). Среди 3 неактивных 2 человека были учениками или студентами, 0 — пенсионерами, 1 был неактивным по другим причинам.